# Gyé-sur-Seine

Gyé-sur-Seine este o comună în departamentul Aube din nord-estul Franței. În 1 ianuarie 2022 avea o populație de 464 de locuitori.